# デリーナ・フィルキンス
デリーナ・フィルキンス（Delina Filkins、1815年5月4日 - 1928年12月4日）は、アメリカ・ニューヨーク州在住だった女性。

## 人物
1815年5月4日、ニューヨーク州ハーキマー郡スタークの農家のもとに生まれる。両親は二人ともオランダ人の祖先であった。父親は97歳、母親は78歳まで生きていた。
1826年より自宅で働くために学校を辞めた。1834年、ジョン・フィルキンスと結婚し、6人の子供が生まれた。チーズ作りの仕事をしていた。ジョンは1890年に死去。101歳の誕生日時点でも彼女の視力と聴覚は良く、107歳のときには初めて手術を受けた。111歳の誕生日では毎朝5時30分頃に目を覚まし、自分のベッドを作り、家事をし、本を読んでいたことが明らかになった。読む際は眼鏡を使って読んでいた。
1925年から1928年にかけてはよく新聞で紹介されていた。米国の大統領選に1928年11月に投票し、記録に残る最も古い有権者となった。1980年にファニー・トーマスに抜かれるまで史上最高齢の記録を54年間保持していた。

## 長寿記録
- 1926年9月21日、ルイーザ・ティエールの記録を抜いて世界歴代最高齢記録を更新。
- 1928年、113歳214日で死去。

## 備考
- ヘアート・アドリアーンス・ブームハールト、マーガレット・アン・ネーヴ、アン・ポウダー、ルイーザ・ティエールに次ぎ、110歳を迎えた5人目の人物

- 112歳、113歳を迎えた人物として初めての確証のある人物[2]。